# 57-ма паралель північної широти
57-ма паралель північної широти — лінія широти, що лежить на 57 градусів північніше земної екваторіальної площини. Вона проходить через Європу, Азію, Тихий океан, Північну Америку та Атлантичний океан.
На цій широті під час літнього сонцестояння сонце видно 17 годин 53 хвилини, а під час зимового сонцестояння — 6 годин 43 хвилин. 21 червня максимальна висота Сонця становить 56,44°, а 21 грудня — 9,56°. В день літнього сонцестояння та протягом всього червня вночі спостерігаються навігаційні сутінки. В квітні кожного дня можна спостерігати як астрономічний світанок, так і астрономічні сутінки.

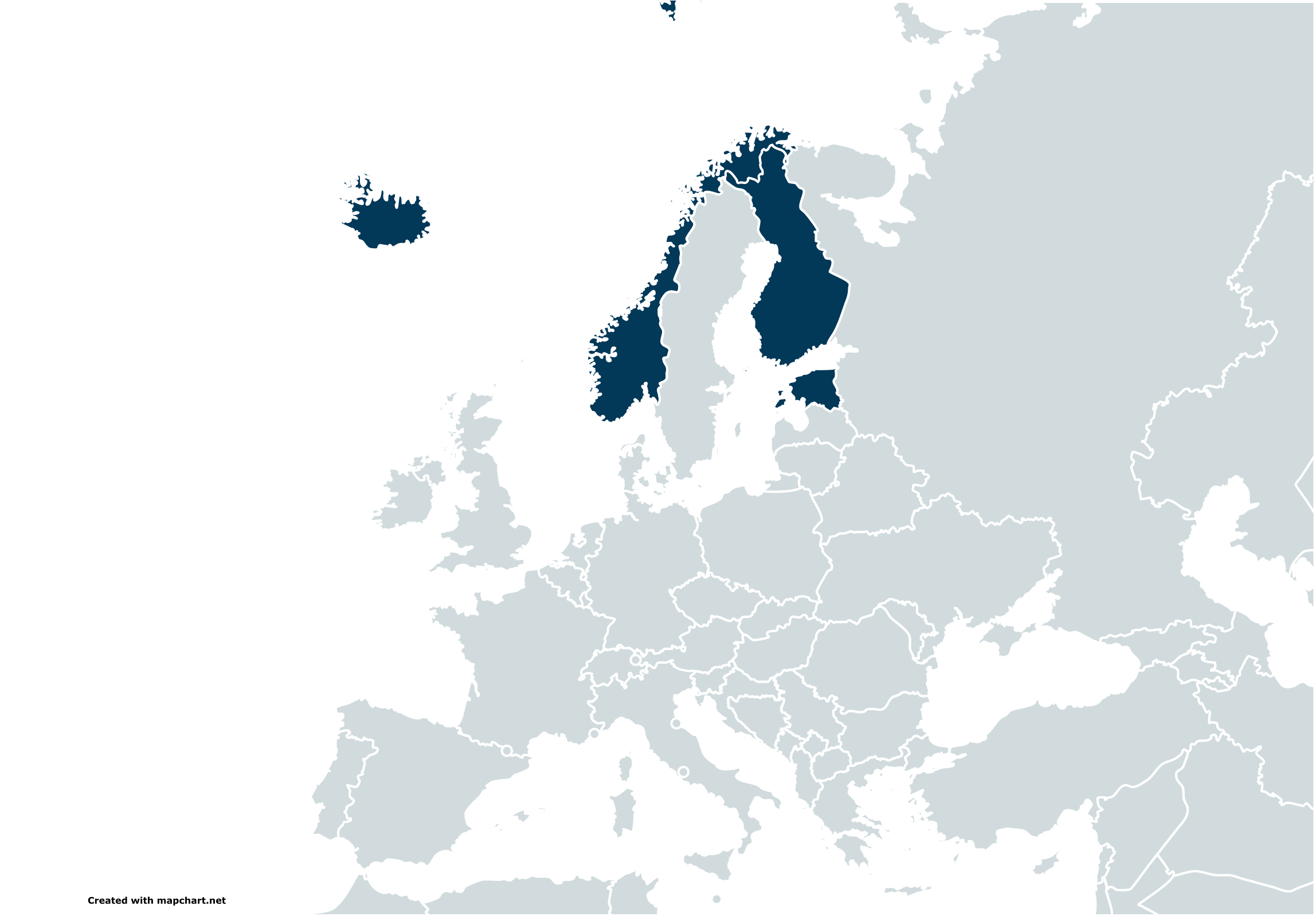
Європейські країни, що повністю лежать на північ від 57-мої паралелі північної широти

## Список географічних об'єктів, що перетинає 57° пн. ш.
Починаючи з Гринвіцького меридіану та рухаючись на схід, 57-ма паралель північної широти проходить через:
| Координати                                                   | Країна, територія або море | Примітки                                                                      |
| ------------------------------------------------------------ | -------------------------- | ----------------------------------------------------------------------------- |
| 57°0′ пн. ш. 0°0′ сх. д. / 57.000° пн. ш. 0.000° сх. д.      | Північне море              |                                                                               |
| 57°0′ пн. ш. 8°26′ сх. д. / 57.000° пн. ш. 8.433° сх. д.     | Данія                      | Проходить через Північну Ютландію та Ютландію                                 |
| 57°0′ пн. ш. 10°21′ сх. д. / 57.000° пн. ш. 10.350° сх. д.   | Протока Каттегат           |                                                                               |
| 57°0′ пн. ш. 12°21′ сх. д. / 57.000° пн. ш. 12.350° сх. д.   | Швеція                     | Галланд, Йончепінг, Крунуберг та Кальмар                                      |
| 57°0′ пн. ш. 16°32′ сх. д. / 57.000° пн. ш. 16.533° сх. д.   | Балтійське море            | Кальмарська протока                                                           |
| 57°0′ пн. ш. 16°47′ сх. д. / 57.000° пн. ш. 16.783° сх. д.   | Швеція                     | Проходить через острів Еланд                                                  |
| 57°0′ пн. ш. 16°55′ сх. д. / 57.000° пн. ш. 16.917° сх. д.   | Балтійське море            |                                                                               |
| 57°0′ пн. ш. 18°13′ сх. д. / 57.000° пн. ш. 18.217° сх. д.   | Швеція                     | Проходить через острів Готланд                                                |
| 57°0′ пн. ш. 18°24′ сх. д. / 57.000° пн. ш. 18.400° сх. д.   | Балтійське море            |                                                                               |
| 57°0′ пн. ш. 21°22′ сх. д. / 57.000° пн. ш. 21.367° сх. д.   | Латвія                     | Проходить через Курляндію та Семигалію                                        |
| 57°0′ пн. ш. 23°32′ сх. д. / 57.000° пн. ш. 23.533° сх. д.   | Балтійське море            | Ризька затока                                                                 |
| 57°0′ пн. ш. 23°54′ сх. д. / 57.000° пн. ш. 23.900° сх. д.   | Латвія                     | Проходить через Ригу, Ліфляндію та Латгалію                                   |
| 57°0′ пн. ш. 27°43′ сх. д. / 57.000° пн. ш. 27.717° сх. д.   | Росія                      | Проходить через Іваново                                                       |
| 57°0′ пн. ш. 138°45′ сх. д. / 57.000° пн. ш. 138.750° сх. д. | Охотське море              |                                                                               |
| 57°0′ пн. ш. 156°31′ сх. д. / 57.000° пн. ш. 156.517° сх. д. | Росія                      | Проходить через Камчатський півострів                                         |
| 57°0′ пн. ш. 162°51′ сх. д. / 57.000° пн. ш. 162.850° сх. д. | Берингове море             | Проходить південніше островів Оттер та Святого Павла, Аляска, США             |
| 57°0′ пн. ш. 158°40′ зх. д. / 57.000° пн. ш. 158.667° зх. д. | США                        | Аляска — проходить через півострів Аляска                                     |
| 57°0′ пн. ш. 156°33′ зх. д. / 57.000° пн. ш. 156.550° зх. д. | Тихий океан                | Аляскинська затока                                                            |
| 57°0′ пн. ш. 154°32′ зх. д. / 57.000° пн. ш. 154.533° зх. д. | США                        | Аляска — проходить через острови Кадьяк та Сіткалідак[en]                     |
| 57°0′ пн. ш. 153°17′ зх. д. / 57.000° пн. ш. 153.283° зх. д. | Тихий океан                | Аляскинська затока                                                            |
| 57°0′ пн. ш. 135°50′ зх. д. / 57.000° пн. ш. 135.833° зх. д. | США                        | Аляска — проходить через острів Крузов[en]                                    |
| 57°0′ пн. ш. 135°45′ зх. д. / 57.000° пн. ш. 135.750° зх. д. | Тихий океан                | Протока Сітка[en]                                                             |
| 57°0′ пн. ш. 135°15′ зх. д. / 57.000° пн. ш. 135.250° зх. д. | США                        | Аляска — проходить через острів Баранова                                      |
| 57°0′ пн. ш. 134°43′ зх. д. / 57.000° пн. ш. 134.717° зх. д. | Тихий океан                | Протока Чатем[en] — проходить південніше острова Адміралтейський, Аляска, США |
| 57°0′ пн. ш. 134°43′ зх. д. / 57.000° пн. ш. 134.717° зх. д. | Тихий океан                | Протока Фредерік[en]                                                          |
| 57°0′ пн. ш. 134°0′ зх. д. / 57.000° пн. ш. 134.000° зх. д.  | США                        | Аляска — проходить через острів Купреянова Південно-Східна Аляска             |
| 57°0′ пн. ш. 132°3′ зх. д. / 57.000° пн. ш. 132.050° зх. д.  | Канада                     | Британська Колумбія Альберта Саскачеван Манітоба                              |
| 57°0′ пн. ш. 89°54′ зх. д. / 57.000° пн. ш. 89.900° зх. д.   | Гудзонова затока           | Проходить північніше островів Белчер, Нунавут, Канада                         |
| 57°0′ пн. ш. 76°42′ зх. д. / 57.000° пн. ш. 76.700° зх. д.   | Канада                     | Нунавут Квебек Ньюфаундленд і Лабрадор                                        |
| 57°0′ пн. ш. 61°22′ зх. д. / 57.000° пн. ш. 61.367° зх. д.   | Атлантичний океан          |                                                                               |
| 57°0′ пн. ш. 7°31′ зх. д. / 57.000° пн. ш. 7.517° зх. д.     | Велика Британія            | Шотландія — проходить через острів Барра[en]                                  |
| 57°0′ пн. ш. 7°22′ зх. д. / 57.000° пн. ш. 7.367° зх. д.     | Гебридське море            |                                                                               |
| 57°0′ пн. ш. 6°27′ зх. д. / 57.000° пн. ш. 6.450° зх. д.     | Велика Британія            | Шотландія — проходить через острів Рум                                        |
| 57°0′ пн. ш. 6°15′ зх. д. / 57.000° пн. ш. 6.250° зх. д.     | Гебридське море            |                                                                               |
| 57°0′ пн. ш. 5°50′ зх. д. / 57.000° пн. ш. 5.833° зх. д.     | Велика Британія            | Шотландія                                                                     |
| 57°0′ пн. ш. 2°10′ зх. д. / 57.000° пн. ш. 2.167° зх. д.     | Північне море              |                                                                               |